# Plamki Koplika

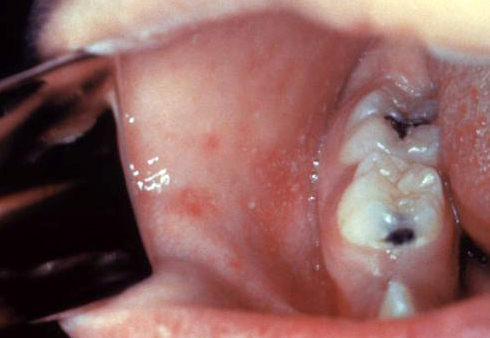
Plamki Koplika na błonie śluzowej policzka

Plamki Koplika (łac. maculae Koplik, ang. Koplik's spots) – charakterystyczne dla odry małe, białe plamki z czerwoną obwódką na błonie śluzowej policzków na wysokości dolnych zębów przedtrzonowych i trzonowych. Odnotowywano je także w zakażeniach parwowirusem B19 i echowirusami. Składają się z wysięku surowiczego, w obrazie histologicznym można stwierdzić obecność licznych komórek olbrzymich.
Plamki Koplika pojawiają się zwykle tuż przed wystąpieniem gorączki i na kilka dni przed pojawieniem się wysypki. 

## Historia
Pierwszy opis wykwitów przedstawił Reubold z Würzburga w 1854 roku, według innych pierwszeństwo ma Johann Andreas Murray. Przed Koplikiem opisywali je również niemiecki internista Carl Jakob Adolf Christian Gerhardt w 1874 roku, duński lekarz Nicolaj Flindt w 1879, i rosyjski Nił Fiłatow w 1897. Dlatego w przeszłości używano również terminów plamki Flindta, plamki Fiłatowa, plamki Koplika-Fiłatowa. Obecnie powszechnie przyjęta nazwa upamiętnia amerykańskiego pediatrę Henry'ego Koplika, który przedstawił opis wykwitów w nowojorskim „Archives of Pediatrics” w 1896 roku.